# Distretto di Khon San
Il distretto di Khon San (in thailandese: คอนสาร) è un distretto (amphoe) della Thailandia, situato nella provincia di Chaiyaphum.